# 2014年康定地震

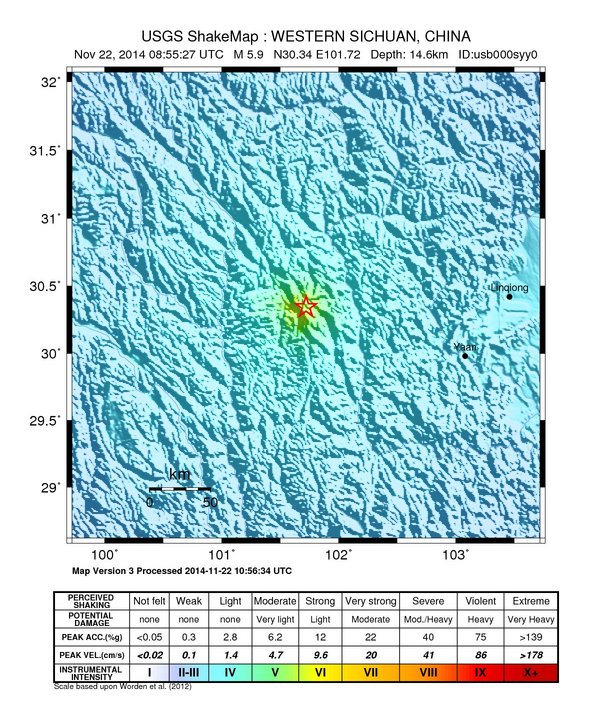
由美国地质勘探局所发布的2014年康定地震震动图。

2014年康定地震是于北京时间2014年11月22日下午16时55分，在中华人民共和国四川省甘孜藏族自治州康定县塔公草原发生的面波震级6.3级地震，震源位于北纬30.3度，东经101.7度，震源深度18千米。目前地震已至少导致5人死亡，80人受伤。

## 影响
地震发生之后，甘孜州委宣传部官员称，当地电力和通讯等均未中断，并称救援力量已经开始赶赴灾区。不过据四川電力公司介绍称，康定县塔公乡出现电力中断现象，截至22日20时40分，塔公乡仍有5个村出现停電现象。截至11月22日18时，甘孜藏族自治州有两个县报告人员受伤，四个县报告房屋受损，并基本和大部分乡镇取得联系。

### 房屋
康定县委宣传部称，康定县城目前来看没有出现大面积房屋垮塌事故。此外，据当地消防支队的介绍称，塔公乡有一所小学部分房屋坍塌，不过因为正值周末所以无人伤亡。截至22日19时20分，四川省地震局已经收到16个乡的灾情报告，其中呷巴乡、雅拉乡均出现房屋倒塌1间，孔玉乡、普沙绒乡出现山石滑落。在塔公乡，一座讲经楼坍塌，造成人员受伤。

### 人员伤亡
地震发生之后15分钟，当地医疗部门接报称一名工人被高处坠落的玻璃砸伤，据成都商报报道称，有13位伤员在塔公乡接受救治，并准备转到县医院。另外，一位七十余岁女性被玻璃砸中头部当场身亡。塔公乡一所小学出现踩踏事故，造成数名学生受伤。该小学有部分围墙坍塌
，学校教职工19人受伤，其中1人重伤。

### 交通
受地震影响，成昆线的部分列车在地震当日受到影响。该线在地震后出现两班次列车晚点，途经该线路的一班次K118列车也出现晚点。铁道部也在地震后紧急扣停了5辆旅客列车和9辆货运列车，随着18时55分成昆线重开，这14班次列车也陆续恢复通行。接近震中的康定机场负责人称，地震暂不会影响到航班起降，他还称，机场墙体出现开裂，不过并未严重受损。
地震发生当日，为加快救援进度，甘孜州交警决定从20时30分开始对从泸定县进入康定县的道路实施交通管制，只允许消防車等救援车辆进入。

## 救援工作
地震发生后，四川省启动了防灾一级响应。救灾物资被迅速集结在四川省地震局，并准备发往灾区，而中国地震局启动了防灾二级响应。甘孜地区的中国人民解放军部队也紧急赶往灾区查核灾情。地震发生当日18时左右，雅安市第一批由5辆救護車和30位医护人员组成的救援队已经赶往灾区。19时许，甘孜藏族自治州特警支队的35名先遣救灾部队已抵达灾区，该特遣队报告称「见到有民房部分出现裂缝，尚未见到民房垮塌」。另外，甘孜公安消防救援队在前往灾区的路途中发现王母村路段出现塌方。
地震发生后，四川电力公司紧急派出了2支应急队伍，携带11台发电机前往电力中断的塔公乡提供帮助。截至22日19时，四川消防总队集结了48车计239人的救援部队前往灾区，成都消防飞豹救援队也完成了集结。康定县财政部在地震发生后立刻下发500万人民币用于救灾，另下发帳篷、棉被、手電筒等救灾物资。此外，四川移动公司迅速前往受灾区域排查各个基站，对其进行紧急扩容以保证通信畅通。截至11月22日21时50分，救援队已有至少300人抵达灾区，还有2,000人、6台直升机、139台各种车辆正在赶往灾区或正在待命。